# Brand New Morning (Bob Seger)
| Recensione              | Giudizio |
| ----------------------- | -------- |
| AllMusic                |          |
| Dizionario del Pop-Rock | [ 1 ]    |
| 24.000 dischi           | [ 2 ]    |

Brand New Morning è il quarto album discografico di Bob Seger, pubblicato dalla Capitol Records nell'ottobre del 1971.

## Tracce

### LP
Brani composti e arrangiati da Bob Seger
Lato A
1. Brand New Morning – 3:23
2. Maybe Today – 3:11
3. Sometimes – 5:11
4. You Know Who You Are – 3:14

Lato B
1. Railroad Days – 6:54
2. Louise – 2:50
3. Song for Him – 4:33
4. Something Like – 3:26

## Musicisti
- Bob Seger - voce, chitarra acustica, pianoforte

Note aggiuntive
- Punch (Edward Andrews) - produttore (per la Hideout Productions)
- Registrato originariamente da Bob Seger presso la sua abitazione di Detroit (Michigan) come demo
- Riregistrata al GM Studios di Detroit (Michigan) da Milan (Milan Bogdan)
- Bob (Bob Seger), Milan (Milan Bogdan) e Punch (Edward Andrews) - mixaggio
- Thomas (Thomas Weschler) - fotografie copertina album originale